# 穆雷兹
穆雷兹（法語：Mourèze，法語發音：[muʁɛz]）是法国埃罗省的一个市镇，属于洛代沃区。

## 地理
穆雷兹（43°37'8"N, 3°21'22"E）面积13.44 平方千米，位于法国奧克西塔尼大區埃罗省，该省份为法国南部沿海省份，南濒地中海，西南接奥德省，西北接塔恩省和阿韦龙省，东北与加尔省接壤。
与穆雷兹接壤的市镇（或旧市镇、城区）包括：卡布里耶尔、克莱蒙莱罗、利欧松、奥克通、萨拉斯克、瓦尔马斯克勒、维勒讷韦特。

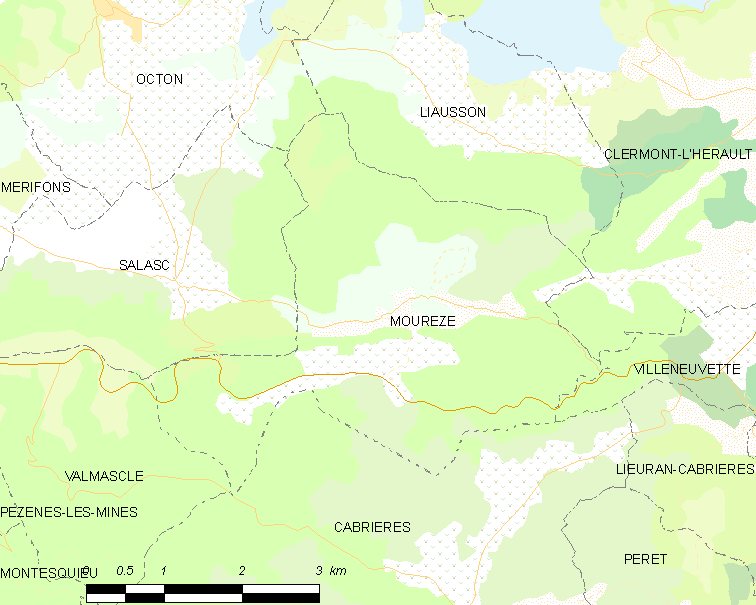
穆雷兹的OSM定位图

穆雷兹的时区为UTC+01:00、UTC+02:00（夏令时）。

## 行政
穆雷兹的邮政编码为34800，INSEE市镇编码为34175。

## 政治
穆雷兹所属的省级选区为克莱蒙莱罗县。

## 人口

1962-2008年间穆雷兹人口变化图示

穆雷兹于2022年1月1日时的人口数量为190人。